# Петровск-Забайкальский
Петро́вск-Забайка́льский — город в Забайкальском крае России. Административный центр Петровск-Забайкальского района, в состав муниципального района не входит. Образует городской округ город Петровск-Забайкальский как единственный населённый пункт в его составе. На уровне административно-территориального устройства город включён в Петровск-Забайкальский район.

## Этимология
Основан в 1789 году как чугуноплавильный и железоделательный завод, которому в память о Петре I и его заслугах в развитии отечественной чёрной металлургии
в 1791 году присвоено название Петровский завод. Выросший при заводе посёлок в 1926 году получил статус города и название Петровск-Забайкалъский; определение «Забайкальский» включено в название для отличия от города Петровск в Саратовской области.

## Физико-географическое положение
Находится в межгорной котловине между отрогами хребтов Цаган-Дабан (на севере) и Заганского (на юге), по узким долинам рек Баляги и Мыкырты (бассейн Хилка), в 15—20 км от границы Забайкальского края с Республикой Бурятией.
Первая железнодорожная станция в городе носит название Петровский Завод, бывшее названием города в 1789—1926 гг., и расположена на Транссибирской магистрали в 414 км к юго-западу от краевого центра, города Читы.

## История
Населённый пункт был основан в 1789 году по указу императрицы Екатерины II и получил название Петровский Завод, по одной версии — в честь императора Петра I, много сделавшего для развития российской чёрной металлургии, по другой — по местному храму апостола Петра. В 1926 году село Петровский Завод было преобразовано в город Петровск-Забайкальский, при этом железнодорожная станция сохранила прежнее название.

### Петровский железоделательный и чугунолитейный завод
Петровский железоделательный и чугунолитейный завод был построен купцом Бутыгиным и кузнецом Шелоховым. Решение о его строительстве было принято 1 февраля 1788 года Кабинетом Её Императорского Величества. Весной 1789 года на реку Балягу прибыли первые строители из числа рекрутов и ссыльнокаторжных. 29 ноября 1790 года получен первый чугун из руды Балягинского месторождения.
Завод состоял из доменной фабрики с одной печью для плавки чугуна из руд, формовочной фабрики, молотовой с горнами и кричными молотами для переделки чугуна в железо, стальной и укладной избы, плющильной, резной и якорной фабрик, меховой избы, кузницы, плотины, конторы, казармы, госпиталя, магазина. Первым управляющим завода был А. Сибиряков. На заводе работало 1307 человек, для их охраны и розыска беглецов содержались казачья сотня и команда из 125 солдат и унтер-офицеров стрелковых войск Забайкалья.
С 1822 года завод уже лил полосовое, широкополосовое и листовое железо из балягинской железосодержащей руды. Кроме железа выплавлялась и сталь, которой в первый год было получено 80 пудов. На Петровском заводе впервые в истории чёрной металлургии в России была применена паровая машина. Здесь трудились талантливые механики Фёдор Борзов и С. В. Литвинов — достойные наследники гениального русского механика И. И. Ползунова. На Петровском заводе трудились служащие, работный люд и ссыльные разных категорий. Основной деятельностью местных жителей была также добыча железной руды Балягинского месторождения. Руда добывалась закрытым (шахтным) методом.

### Декабристы в Петровском Заводе
В 1830—1839 годах в Петровском Заводе отбывал каторгу 71 декабрист. Их перевели сюда двумя отрядами пешком из Читинского острога. Здесь же жили 11 жён декабристов. В первое время жёны, не имевшие детей, жили вместе с мужьями в их тюремных камерах, посещая свои дома по разным хозяйственным надобностям; имевшие детей ежедневно посещали своих мужей в казематах. После смерти А. Г. Муравьёвой в 1832 году мужьям разрешили жить в домах жён, а неженатым узникам иногда разрешалось посещать эти дома.
Декабристов два раза в день выводили на работы. Они ремонтировали дороги, рыли канавы для стока воды, так как почва была сырая и болотистая, выполняли и другие земляные работы. Вблизи каземата находился дом, приспособленный под мельницу; зимой декабристов партиями вывозили сюда молоть на ручных жерновах муку. Вопреки сложившемуся мнению, декабристы на заводе не работали — их туда не допускали, боясь возможного влияния на рабочих. Лишь однажды, когда остановилась машина, в цех допустили Н. А. Бестужева и К. П. Торсона, которые её починили.
Первые годы декабристы обрабатывали большой артельный огород, расположенный вблизи каземата и огороженный высокой оградой. Была организована своеобразная «академия», где декабристы занимались образовательной деятельностью. На тюремном дворе имелся большой дом, в котором узники устроили мастерские: переплётную, столярную, слесарную, токарную. Здесь каждый из них занимался ремеслом в соответствии со своими желаниями и наклонностями, обучая ремёслам друг друга. Петровские узники организовали в каземате школу по обучению заводских детей грамоте, а их жёны обучали местных жительниц рукоделию, музыке.
Зародившаяся ещё в Читинском остроге артель получила своё дальнейшее развитие и стала называться «Большая артель». На артельные деньги декабристы организовывали общественное питание, выписывали литературу, приобретали одежду, оплачивали общие хозяйственные расходы, оказывали денежную помощь отъезжающим на поселение товарищам, декабристам-солдатам.
Арсеньев А. И., служивший в 1830-х годах помощником управляющего, а затем управляющим Петровским заводом, отличался гуманным отношением к ссыльным декабристам. Известно об их совместных с Н. А. Бестужевым усовершенствованиях доменного процесса на заводах Нерчинского округа.
С 1831 года декабристы начали покидать Петровский Завод, выходя на поселение. Первыми оставили каземат М. К. Кюхельбекер и Н. П. Репин. Последний узник В. Н. Соловьёв выехал в 1840 году. После отбытия каторги в Петровском Заводе остался жить декабрист И. И. Горбачевский. Здесь он умер и был похоронен.
В 1866 году Петровская тюрьма сгорела. Лишь фрагмент частокола, окружавшего каземат, сохранился до наших дней. Он перенесён на территорию Музея декабристов.
С 10 марта 1829 года в Петровском Заводе отбывали каторгу солдаты-декабристы Ф. Трофимов, П. Долговязов, Д. Соловьёв, Т. Федотов, М. В. Шутов, Ф. Анойченко. Согласно предписанию коменданта Нерчинских рудников С. Р. Лепарского от 13 июня 1830 года, чтобы не допустить встречи с декабристами-офицерами, четверо первых были переведены в Нерчинский Завод, где и оставлены на поселение. Михаил Шутов и Фёдор Анойченко работали на руднике. Последний погиб при обвале.
29-30 сентября 2023 года произошло открытие Дамской улицы в честь Декабристов.

### Вторая половина XIX века
В Петровском Заводе отбывали наказание итальянцы и французы, принимавшие участие в вооружённом польском восстании 1863 года. В 1873—1885 годах здесь отбывал наказание известный публицист, историк и революционный деятель И. Г. Прыжов, член «Народной расправы». Умер Прыжов здесь же 27 июля 1885 года.
В 1850-х годах Петровский завод выпускал машины для пароходов «Аргунь» и «Шилка» и различные изделия для амурских переселенцев. В 1861 году в связи с указом об освобождении рабочих от обязанностей горно-заводской службы завод перешёл на наёмный труд.
В 1871 году завод передан в казну и причислен к Нерчинскому горному округу. В это время на заводе действовали доменный, литейный, механический цехи, кричная и пудлинговая фабрики, прокатные станы, сварочная печь, кузница.
Тем, что Транссибирская железнодорожная магистраль прошла через Петровск-Забайкальский, город обязан заводу. В 1896 году Комитет Сибирской железной дороги принимает решение отклонить направление дороги от первоначального проектного и пройти через село Петровский Завод, где находится Петровский железоделательный завод.
В 1897 году на берегу заводского пруда, в 2-х км севернее Петровского завода, началось строительство станции Петровский Завод. 16 декабря 1899 года на 346 версте от станции Мысовая около станции Толбага рельсы Забайкальской железной дороги соединились, а 6 января 1900 года на станцию Петровский Завод прибыл первый железнодорожный состав. 14 июля 1900 года Забайкальская железная дорога принята в постоянную эксплуатацию.
Приказом от 4 сентября 1900 года на станции Петровский Завод организовано оборотное депо. За этот же год на станции построены товарная контора, корпуса паровозного депо, больница, школа, жандармский участок. По приказу начальника Забайкальской железной дороги от 6 ноября 1900 года станции Петровский Завод присвоен статус железнодорожной станции IV класса, имевшей один путь с пропускной способностью 2 пары грузовых и 1 пара курьерских поездов в сутки.

### XX век
В 1903 году на станции Петровский Завод построено здание железнодорожного вокзала.
К 1905 году строится второй посёлок железнодорожников на землях кабинета Его Величества. Посёлок получает название Родькина падь. К 1912 году на станции завершена укладка вторых путей. К концу 1920-х годов станция имела 7 путей, вокзал, товарный двор, паровозное депо, пункт технического осмотра.
К концу XIX века железоделательное производство стало нерентабельным в связи с поставкой в область дешёвого металла. В 1905 году производство прекратилось, но продолжался выпуск чугунного литья (в том числе художественного для бурятских дацанов), кузнечных и механических поделок.
В 1908 году завод арендовали купцы Д. В. Полутов и М. И. Риф. Ими были проведены работы по переоборудованию. С началом Первой мировой войны завод выполнял заказы военного ведомства. К 1920 году имелись доменные, литейные, механические цехи, силовой стан и хозяйственно-ремонтный завод, построена узкоколейная железная дорога до Балягинского рудника, работал локомобиль «Вольф». Завод был единственным предприятием в Восточной Сибири с циклом доменная печь — вагранка — станок.
До Октябрьской революции 1917 года в городе было два кожевенных завода, колбасные заведения, шубные мастерские и винокуренный завод. Было две церкви, четырёхклассное и одноклассное училище. Работал известный врач Кириллов, один из организаторов Читинского музея.
После Гражданской войны на Петровском заводе провели модернизацию. В 1924 году построен формовочный зал в литейном цехе, сдана в эксплуатацию электрическая силовая станция. Обновление и реконструкция завода позволили значительно увеличить выпуск продукции. С 1937 года Государственный Петровский чугуноплавильный, литейный и механический завод («Чуглит») стал поставлять свою продукцию в Японию и Китай.
В 1940 году завод получает новое название — Петровск-Забайкальский металлургический завод. В 1940 году выплавка стали составляла 27,6 тыс. тонн, а к 1945 возросла до 66,2 тыс. т. За годы Великой Отечественной войны Петровск-Забайкальский завод дал сверх планов 2686 тонн стали, 7618 тонн проката, 2406 тонн стального и чугунного литья. Металлурги в годы войны выпускали сталь, прокат и оборонную продукцию в виде боеприпасов, запасных частей и деталей для тракторов и сельхозмашин. Во время Великой Отечественной войны в городе работал эвакогоспиталь № 888/947. 15 февраля 1944 года Петровск-Забайкальский получил статус города областного подчинения.
В военные и послевоенные годы были расширены сталеплавильные мощности и введены цехи по производству готового проката, чугуна и стального литья, что позволило увеличить суммарное производство продукции по сравнению с 1940 в 10,3 раза в 1960 и в 13,8 раза в 1970. В конце 1970-х годов объём производства снизился, в 1990 году превышал довоенный уровень только в 11,5 раза. Мартеновский цех работал на привозном чугуне и металлическом ломе. Нехватка сырья и материалов привела к снижению выпуска продукции: в 1996 году выплавлено 63,9 тыс. т стали и произведено 53,8 тыс. т проката, в 1997 году соответственно 45,4 и 40,5 тыс. т.
В 1998 году из-за нехватки топлива стала невозможной одновременная работа мартеновского и прокатного цехов, простои мартеновских печей составили 25 тыс. ч. В 1998 году среднесписочная численность персонала — 1914 чел., выпущено 24,3 тыс. т стали, 22 тыс. т проката, начато производство товаров народного потребления. После остановки завода в июле 1999 года работа в мартеновском цехе возобновилась в 2001 году, за 5 месяцев которого было выпущено 16 тыс. т стали. С июня 2001 года предприятие остановлено, в сентябре 2002 года признано банкротом.

### XXI век
В настоящее время промышленность города представлена предприятиями пищевой и лесной промышленности. В городе имеются медицинское училище и профессионально-педагогический техникум.
Сейчас металлургический и стекольный заводы — основные промышленные предприятия города — не работают, в связи с чем общий экономический фон города может быть охарактеризован как неблагоприятный.
До 2007 года Петровск-Забайкальский являлся городом областного значения, в 2007 году он был включён законодательно в административный район (Петровск-Забайкальский) наряду с другими населёнными пунктами, находившимися в областном подчинении. Эта особенность административно-территориального устройства была сохранена при преобразовании Читинской области в Забайкальский край в 2008 году.

## Транспортная инфраструктура
Через Петровск-Забайкальский проходит федеральная автомагистраль Р258 (М55) «Байкал» Иркутск — Чита; расстояние до Иркутска — 652 км, до Читы — 480 км.
По городу Петровску-Забайкальскому курсируют маршрутные такси:
- Маршрут № 1. Вокзал — Микрорайон
- Маршрут № 2. Микрорайон — Центральный рынок — Автостанция — Микрорайон
- Маршрут № 3. Центральный рынок — Микрорайон — Мясокомбинат
- Маршрут № 4. Микрорайон — Центральный рынок — Пески
- Маршрут № 5. Центральный рынок — Сосновый бор
- Маршрут № 6. Микрорайон — Центральный рынок — Вокзал — Долина
- Маршрут № 7. Центральный рынок — Совхоз

В 2018 году стоимость проезда составляла 28 рублей, в 2022 году проезд составляет 36 рублей.
Имеются службы такси:
Такси «Курс» и другие.
В Петровске-Забайкальском 2 станции Забайкальской железной дороги — Петровский Завод и Декабристы. Из города отправляются пригородные поезда сообщением Петровский Завод — Хилок.

## Средства массовой информации
- В Петровске-Забайкальском издаётся еженедельная газета «Петровская новь».
- Радиостанция Радио России.
- Телевидение: Первый канал, Россия 1, Петербург — Пятый канал. В городе работает первый мультиплекс цифрового телевидения. В районе Нового города (квартала) многоквартирные дома подключены к кабельному телевидению. ОАО «Ростелеком» предоставляет услуги интерактивного телевидения
- Интернет: В городе предоставляет услуги доступа в сеть Интернет региональный провайдер «МИГ-Сервис Чита».

## Памятники
Сохранился дом декабриста И. И. Горбачевского на улице, носящей его имя. Сейчас там филиал Музея декабристов. На доме висит мемориальная доска из белого мрамора, работы скульптора Б. Б. Каплянского. Неподалёку установлена стела с бюстом И. И. Горбачевского (ск. Л. А. Родионов, 1976).
Сохранилось историческое кладбище с некрополем декабристов. Заслуживает внимания склеп-часовня А. Г. Муравьёвой, жены Н. М. Муравьёва, построенная по проекту Н. А. Бестужева. В склепе также похоронены дочери Муравьёвых — Ольга и Аграфена и младенец Иван Фонвизин. Перед склепом — надгробие дочери Анненковых Анны. Неподалёку расположены могилы И. И. Горбачевского, А. С. Пестова, Саши Ивашева, коменданта С. Р. Лепарского.
Рядом с часовней, находилась Петропавловская церковь, возведённая на средства декабристов в 1837 году. До наших дней и она не дожила, сгорев в 1939-м. Теперь на месте церкви установлена памятная стела работы архитекторов В. С. Маслова и В. В. Оленева, на которой высечены имена всех погребённых на старом кладбище декабристов и членов их семей.
Восстановлен крест Лунина на одноимённой сопке.
На здании железнодорожного вокзала имеется групповой портрет декабристов и их жён, отправившихся в Сибирь вслед за своими сосланными мужьями. Также на платформе вокзала находится памятник В. И. Ленину и (в этой же композиции) барельефы («объёмные портреты») декабристов.

## Население
| 1830    | 1917    | 1926    | 1931    | 1939    | 1959    | 1967    | 1970    | 1979    |
| ------- | ------- | ------- | ------- | ------- | ------- | ------- | ------- | ------- |
| 2471    | ↗5967   | ↗7307   | ↗10 200 | ↗21 000 | ↗29 795 | ↘29 000 | ↘28 313 | ↗30 945 |
| 1989    | 1992    | 1996    | 1998    | 2002    | 2003    | 2005    | 2006    | 2007    |
| ↘28 291 | ↗28 300 | ↘24 700 | ↘24 200 | ↘21 164 | ↗21 200 | ↘20 700 | ↘20 300 | ↘19 900 |
| 2009    | 2010    | 2011    | 2012    | 2013    | 2014    | 2015    | 2016    | 2017    |
| ↘19 471 | ↘18 549 | ↘18 500 | ↘18 090 | ↘17 840 | ↘17 486 | ↘17 144 | ↘16 803 | ↘16 524 |
| 2018    | 2019    | 2020    | 2021    |         |         |         |         |         |
| ↘16 213 | ↘15 880 | ↘15 785 | ↘15 015 |         |         |         |         |         |

На 1 января 2025 года по численности населения город находился на 792-м месте из 1124 городов Российской Федерации.

## Климат
- Среднегодовая температура воздуха — −2,8 °C
- Относительная влажность воздуха — 68,4 %
- Средняя скорость ветра — 1,8 м/с

| Показатель                            | Янв.  | Фев.  | Март  | Апр. | Май | Июнь | Июль | Авг. | Сен. | Окт. | Нояб. | Дек. | Год  |
| ------------------------------------- | ----- | ----- | ----- | ---- | --- | ---- | ---- | ---- | ---- | ---- | ----- | ---- | ---- |
| Средняя температура, °C               | −25,3 | −20,6 | −10,4 | −0,4 | 7,7 | 13,4 | 16,4 | 13,9 | 6,5  | −1,5 | −12,9 | −21  | −2,8 |
| Источник: NASA. База данных RETScreen |       |       |       |      |     |      |      |      |      |      |       |      |      |

## Объекты культурного наследия
В городе находятся объекты культурного наследия:

### Памятники архитектуры
- Дом жилой с воротами, ул. Комсомольская, 9;
- Дом жилой, ул. Советская, 11.
- Здание тюрьмы 1907 г., ул. Горбачевского, 5
- Усадьба купца Вехнера — дом жилой с лавкой к. XIX — н. XX в. и торговый дом, ул. Горбачевского, 1
- Бывшая Синагога 2-я пол. XIX в., ул. Пушкина, 16

### Памятники истории
- Дом Трубецкой Е. И., жены декабриста Трубецкого С. П., ул. Декабристов, 19 (21);
- Памятник декабристам, ул. Декабристов, 21;
- Могила А. Анненковой, дочери декабриста И. А. Анненкова и П. Гебль. Городское кладбище;
- Братская могила советских воинов, умерших от ран в эвакогоспитале в годы Великой Отечественной войны;
- Дом, в котором в 1864—1869 годах жил декабрист И. И. Горбачевский, ул. Горбачевского, 13 (11);
- Могила А. Г. Муравьевой (1804—1832), жены декабриста Н. М. Муравьева. Городское кладбище;
- Могила декабриста И. И. Горбачевского. Городское кладбище;
- Могила декабриста А. С. Пестова. Городское кладбище;

## Культура
Музей декабристов основан в 1973 году, открыт в 1980 году. Располагается в усадьбе, где в 1830—1839 годах жила княгиня Е. И. Трубецкая, жена декабриста С. П. Трубецкого на улице Декабристов (бывшая Тумановская).
Наиболее интересные темы: «Декабристы в Петровском Заводе», «Жёны декабристов». В собраниях музея есть копии документов, акварелей, рисунков декабристов (оригиналы хранятся в центральных архивах, Русском музее, в Музее института Русской литературы, Эрмитаже, Читинском областном краеведческом музее), подлинные вещи, сохранённые местным купцом Белозёровым, учеником декабристов; мебель начала XIX века, книги, реликвии, присланные потомками декабристов, частная коллекция исследователя Ю. П. Павлова, автографы сибирских поэтов, писателей. Перед музеем установлена скульптурная композиция «Семья Трубецких» (ск. Л. А. Родионов, 1989).
Краеведческий музей расположен на ул. Пушкина, дом 18.

## Разное
Входит в Перечень населённых пунктов Забайкальского края, подверженных угрозе лесных пожаров